# Rokytňany
Obec Rokytňany se nachází v okrese Jičín v kraji Královéhradeckém. Žije zde 150 obyvatel.

## Části obce
- Dolní Rokytňany
- Horní Rokytňany

## Historie
První písemná zmínka o obci pochází z roku 1381.

## Galerie

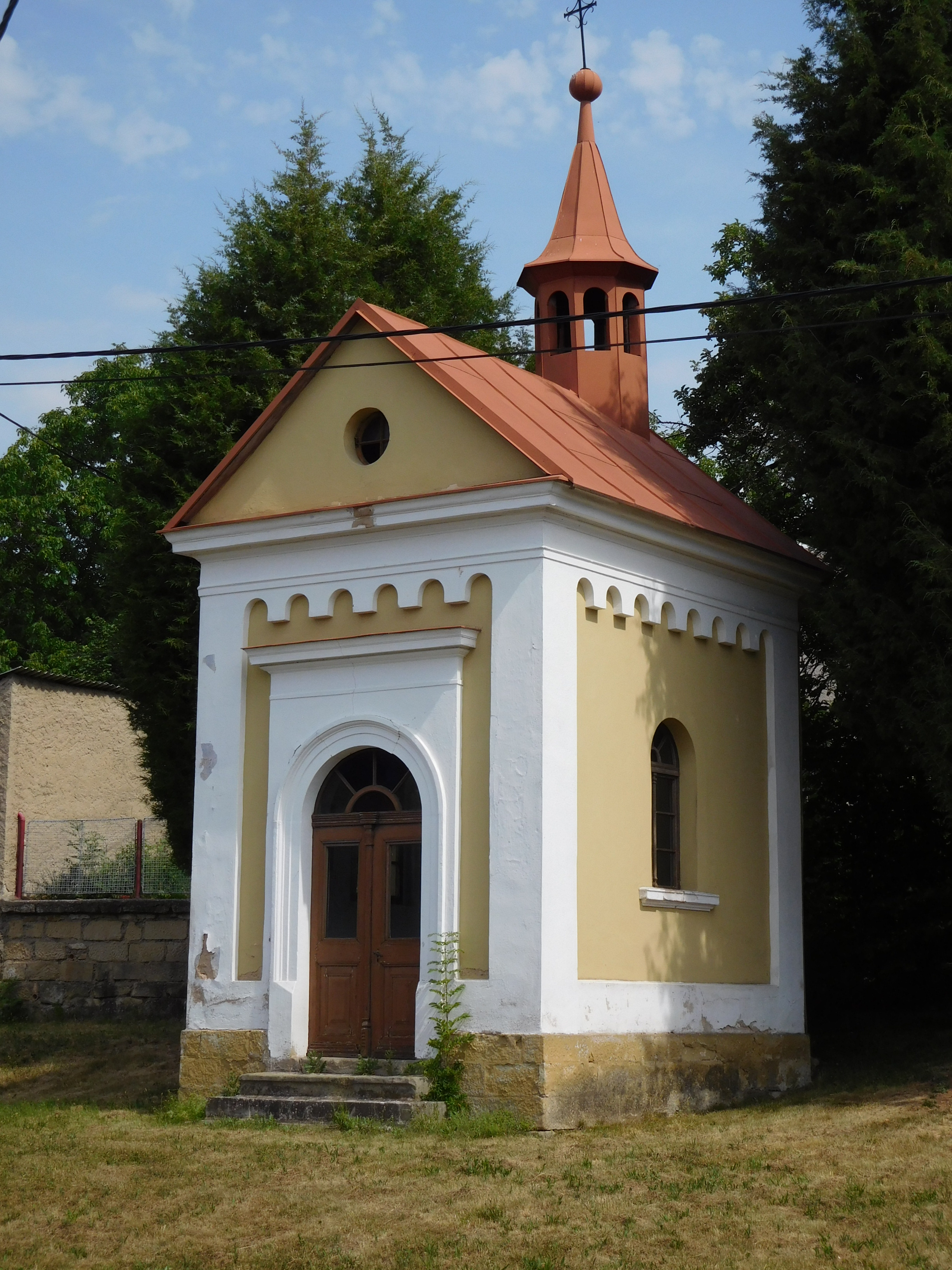
Kaple Nejsvětější Trojice (Horní Rokytňany)
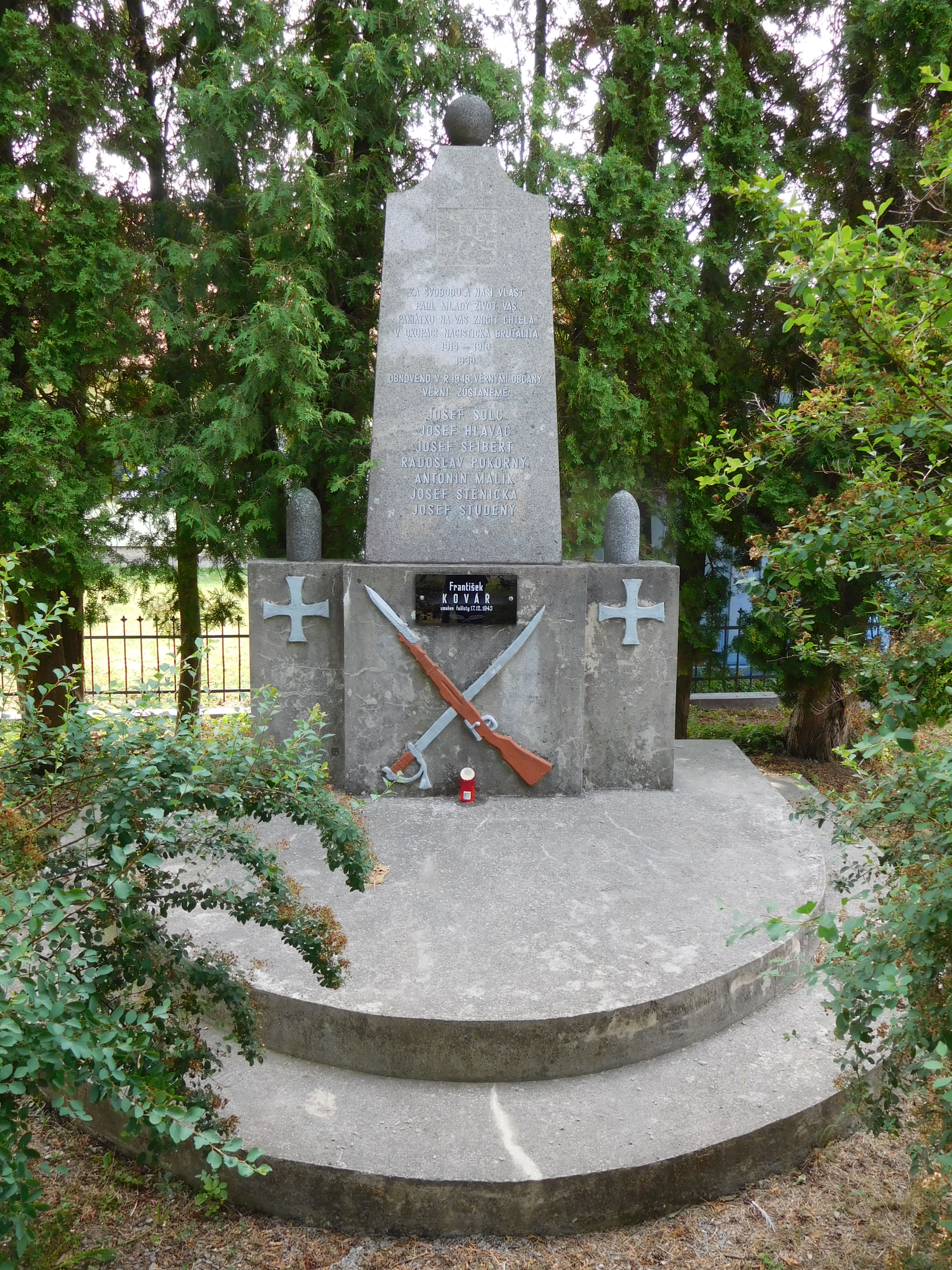
Pomník obětem 1. a 2. sv. války (Horní Rokytňany)
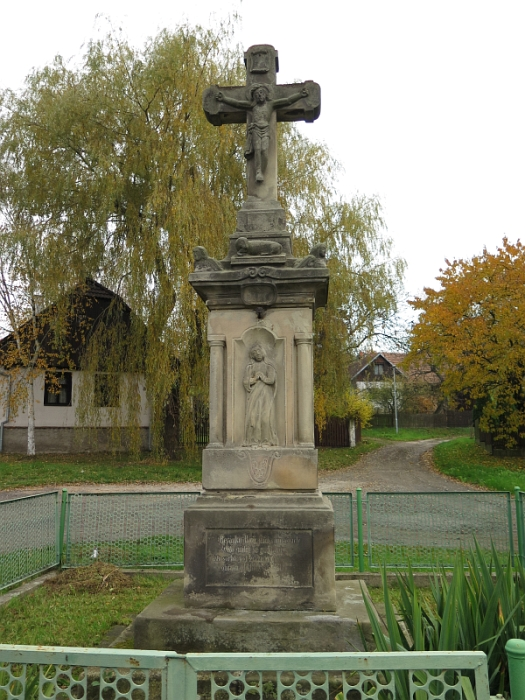
Krucifix (Dolní Rokytňany)